# رنسه
رنسه (به هلندی: Renesse) یک منطقهٔ مسکونی در هلند است که در اسخائن-دایفه‌لاند واقع شده‌است. رنسه ۱٬۵۸۳ نفر جمعیت دارد.